# Dankbare dorpen
Dankbare dorpen (in het Engels: 'Thankful Villages', of 'Blessed Villages', gezegende dorpen) zijn nederzettingen in Engeland en Wales, die tijdens de Eerste Wereldoorlog geen inwoners in militaire dienst hebben verloren. De term werd halverwege de jaren 30 bedacht door de schrijver Arthur Mee. In Enchanted Land (1936) schreef Mee dat een 'dankbaar dorp' een gemeenschap was, waarvan alle militairen levend van de oorlog waren teruggekeerd. Hij stelde een lijst op van 32 plaatsen, die volgens hem aan dit kenmerk voldeden. Van 24 daarvan kon hij het bewijs leveren.
Een nieuw onderzoek in 2013 wees uit dat 53 'civil parishes' tijdens de Eerste Wereldoorlog geen inwoners in krijgsdienst hebben verloren. Zij liggen allemaal in Engeland en Wales; in alle Schotse en Ierse gemeenschappen is op zijn minst 1 inwoner gesneuveld.
Van deze 53 zijn er 13 dubbel dankbaar in de zin dat zij ook gedurende de Tweede Wereldoorlog geen inwoners in krijgsdienst verloren hebben. Een aantal daarvan zijn: Langton Herring, High Toynton, Stocklinch en Middleton on the Hill.
In Frankrijk kan slecht één gemeente stellen dat zij in de Eerste Wereldoorlog geen mannen verloor: Thierville. Ook gedurende de Tweede Wereldoorlog en de Frans-Duitse Oorlog had deze gemeente geen militaire gesneuvelden te betreuren.